# Deleni (localidad de Constanța)
Deleni es una localidad rumana de la comuna homónima, en el condado de Constanța.

## Toponimia
El antiguo nombre del lugar puede encontrarse escrito como Enigea. En 1931 pasó a llamarse Deleni.

## Historia
Hacia finales del siglo XIX, la localidad, que ya por entonces pertenecía al condado de Constanța, formaba parte de la comuna homónima de Enigea, de la que era capital, y tenía contabilizada una población de 166 habitantes.
En la segunda mitad del siglo XX había pasado a formar parte de la comuna homónima de Deleni. En el censo de 2021 la localidad tenía una población de 379 habitantes.